# Setozius
Setozius is een geslacht van kreeftachtigen uit de klasse van de Malacostraca (hogere kreeftachtigen).

## Soort
- Setozius incertus Ng & Ahyong, 2013